# Sylvain Freiholz
Sylvain Freiholz (Le Chenit, 23 novembre 1974) è un ex saltatore con gli sci svizzero.

## Biografia
Nato a Le Brassus di Le Chenit, in Coppa del Mondo esordì il 2 dicembre 1990 a Lake Placid (27°) e ottenne il primo podio il 12 gennaio 1992 in Val di Fiemme (3°).
In carriera prese parte a quattro edizioni dei Giochi olimpici invernali, Albertville 1992 (24° nel trampolino normale, 14° nel trampolino lungo, 8° nella gara a squadre), Lillehammer 1994 (25° nel trampolino normale, 36° nel trampolino lungo), Nagano 1998 (29° nel trampolino normale, 41° nel trampolino lungo, 6° nella gara a squadre) e Salt Lake City 2002 (25° nel trampolino normale, 27° nel trampolino lungo, 7° nella gara a squadre), a sei dei Campionati mondiali, vincendo una medaglia, e a quattro dei Mondiali di volo (15° a Planica 1994 il miglior piazzamento.

## Palmarès

### Mondiali
- 1 medaglia:
  - 1 bronzo (trampolino lungo a Trondheim 1997)

### Mondiali juniores
- 1 medaglia:
  - 1 argento (K80 a Vuokatti 1992)

### Coppa del Mondo
- Miglior piazzamento in classifica generale: 23º nel 1992 e nel 1996
- 2 podi (1 individuale, 1 a squadre):
  - 1 secondo posto (individuale)
  - 1 terzo posto (a squadre)